# 加吉博洛镇
加吉博洛格镇，是中华人民共和国青海省玉树藏族自治州治多县下辖的一个乡镇级行政单位。

## 行政区划
加吉博洛格镇下辖以下地区：
治多县下社区、治渠街社区、治多县上社区、日青牧委会和改查牧委会。